# モバンギ
モバンギ（学名: Distemonanthus benthamianus Baill.）は、西アフリカのガボンからシェラレオネ付近の常緑多雨林マメ科モバンギ属（ディステモナントゥス属）の樹木である。The Plant List (2013) や Roskov et al. (2018) ではモバンギ属に属する唯一の種とされている。モビンギ（movingui）、ムビンギ、アヤン、ナイジェリアンサテンウッド（英語: Nigerian satinwood）などとも呼ばれ、木目がとても美しく最長で樹高40メートル、直径1.5メートルの大木に成長するため、家具や木造船の材料に使用された。

## 特徴
樹高27-38メートル（上限は40メートルとする資料も存在）、胸高直径0.8-1.5メートルにまで生長し、樹幹はまっすぐ円筒形となる。樹皮は赤色で平滑、薄片となって剥がれ落ち、その痕は赤味がかっている。
葉は羽状複葉であり、小葉が7-11対となる。

## 人間との関係

### 利用

#### 木材
モバンギ材の外観に関しては、辺材は淡黄色であり、淡黄白色から金褐色まで多種多様な色が存在する心材との区別は不明瞭である。心材には濃色の筋が見られることもある。木理は不規則である場合や交錯木理となる場合が多く、波状である場合も見られる。肌目は精で均一であり、表面に光沢が見られる。
特性に関しては、気乾比重が0.59-0.77で平均0.67、比重が高くなるにつれて色も濃くなる傾向がある。乾燥は早く良好で、割れもねじれもほとんど起こることがなく、寸度安定性は極めて良好である。非常に緻密であり、曲げ強さ（板材の両端に力を加えた場合の折れにくさ）は中庸で、圧縮強さ（木口に荷重を加えた場合の耐久性）は高い一方で剛性（木材の弾力性を表す尺度）や耐衝撃性（木材に急な衝撃荷重を加えた場合の抵抗力）は低く、蒸し曲げについての適性は中庸である。材の中にはシリカが含まれており、刃先を摩耗させる可能性が高いために機械による加工は至難の業である。また鋸歯に樹脂がくっつくので目立てを頻繁に行わなければならない。交錯木理であるためにカンナ削りの難度も高いが、仕上がりは良好である。保持力が大きい反面、釘やビスを打ち込む際に割れが生じやすく、釘打ちの際には下穴が必要となる。接着性は良いので最初に目止め材で処理しておけば非常に美しい表面仕上がりとなる。耐久性は中庸であり、西アフリカにおいてはシロアリに対する耐性が見られる。ヒラタキクイムシもつきにくい。心材を保存薬剤で処理するのは困難である。
用途としては家具やキャビネットをはじめ、外装建具、ドアや窓の枠木、敷居、店舗・バス・客車の内装、ビリヤードのキュー、内装用化粧合板が挙げられる。また弾性が活きる住宅やジムのフローリングには最適であり、ロータリーカットすれば合板製造に、スライスカットすれば高級化粧単板となる。

### 民俗
ガボンのファン人やポヴェ人（Pove）はモバンギを聖なる木として扱ってきた。

## 諸言語における名称
アメリカ合衆国:
- 英語: Nigerian satinwood（ナイジェリアンサテンウッド）[3]

イギリス:
- 英語: distemonanthus[3]、Nigerian satinwood（ナイジェリアンサテンウッド）[3]

コートジボワール:
- アベイ語（Abbey; 別名: Abé）: barré[7]
- ウォベ語（Ouobé, Wobé; 別名: Wè Northern）: koa[7]
- エブリエ語（Ebrié）: atiémahia[7]
- ゲレ語（Guéré）: kouhohié -〈幽霊さえもよじ登ることができない〉という意味で、樹皮が極めて滑らかであることに由来する[7]。
- ダン語（Dan; 別名: Yacouba）: guétalié[7]

ガーナ:
- アカン語:〔アサンテ方言〕bonsamdua[11][4]、berisamdua、kɔkodua[4]、kutreamfo〈トカゲが登れない〉[11];〔ファンテ方言およびダンチラ (Dankyira) 方言〕dua-kobin[4];〔ファンテ方言〕anyɛndua[4]、duaanyan、duabeyi[11];〔アサンテ方言およびファンテ方言〕dua(a)bai[4] - 左記のうち bonsamdua と anyɛndua は〈悪魔の木〉あるいは〈魔法使いの木〉という意味であり[11][12]、別種のマメ科高木 Pericopsis laxiflora（シノニム: Afrormosia laxiflora）のことも指す[12]。
- アニ語: urumvia;〔アオウィン方言 (Aowin); 別名: Brosa〕ehoromvia[4]、ehurufren[11]
- セフウィ語（Sehwi; 別名: Ɛsa）: ehoromvia[4]、ehoromfia[11]
- ワサ語（Wasa; 別名: Wassaw）: bonsamdua、duakobin〈赤い木〉、fawie[11]
- ンゼマ語: ehuronvia[11]
- 言語名不詳: ayan[2]、movingui[2]

トーゴ:
- 言語名不詳: okpe[3]

ベナン:
- 言語名不詳: movingui[2]

ナイジェリア:
- 言語名不詳: anyan[2]、anyanran[2]、ayan[2]、ayanran[3]、bokwa[2]、ochasi[2]

カメルーン:
- 言語名不詳: eyen[3]

赤道ギニア:
- 言語名不詳: bien[2]、eyen[2]

ガボン:
- ヴァラマ語（Varama; 別名: Barama、Bavarama）: muvèngi[13]
- ヴィヤ語（Viya; 別名: Eviya、Ivéa）: movèngè[13]
- ヴング語（Vungu; 別名: Vumbu）: muvèngi[13]
- ケレ語（Kélé）: byéni[13]
- サング語（Sangu）: muvèngi[13]
- シラ語（Shira; 別名: Eshira）: muvèngi[13]
- セケ語（Seke; 別名: Seki）: dikombo、kombu[13]
- ツォゴ語（Tsogo; 別名: Mitsogo）: ovèngè[13]
- ドゥマ語（Duma; 別名: Badouma）: muvèngè[13]
- ピンジ語（Pinji; 別名: Apindji）: ovèngè[13]
- ヒンバ語（Himba; 別名: Simba）: ovèngè[13]
- ファン語: byèn、eyèn、eli-bengang[13] - Galley (1964:130) では ÉYEN という表記で、その複数形が biyen。Galley (1964:106) は Éli beñgañ を〈魔術師たちの住居となる樹木〉とし、具体的にはモバンギと ôveñ（学名: Didelotia africana）という別のマメ科の木とがこれに該当するとしている。
- プヌ語（Punu）: muvèngi[13]
- ベンガ語（Benga）: bwèni[13]
- ボヴェ語（Pove; 別名: Bubi、Vove）: ovèngè[13][10]
- ミエネ語（Myene; 別名: Omyene）:〔ガルワ方言〕ovwèndjó;〔ロンゴ方言、ンコミ方言、ンポングウェ方言〕ogèminya;〔ンコミ方言〕ovwèndjô[13] - Galley (1964:130) ではガルワ方言が ôgéminya とされている。
- ミンドゥウモ語（Minduumo; 別名: Mindoumou、Ndumu）: mukumbu[13]
- ルンブ語（Lumbu; 別名: Baloumbou）: muvèngi[13]
- ングビ語（Ngubi; 別名: Ngowé）: muvwèndjó、muwèngè[13]
- ンゼビ語（Nzebi; 別名: Bandzabi、Njebi）: muvèngè[13]
- ンベテ語（Mbété; 別名: Ambede、Mbere）: okumbi[13]
- Vili語（別名: Ibhili）: muvèngè[13]
- 言語名不詳: muvonghi[2]、oguénnenia[2]

コンゴ共和国:
- ヴィリ語（Vili）: mutema[14]
- ツァーンギ語（Tsaangi）: muduma[14]
- ルンブ語: muvingi[14]